# Kamira Pereira
Kamira Rodrigues Pereira é uma famosa parapentista brasileira.
Atualmente, ela possui três recordes mundiais e cinco vezes campeã brasileira.

## Recordes Mundiais
2009 - Recorde mundial de distância percorridos de voo livre entre o ponto de partida e de chegada. Ela voou 320 quilômetros (Paraíba-Piauí), durante mais de oito horas.